# Fussball Club Südtirol 2013-2014
Questa voce raccoglie le informazioni riguardanti il Fussball Club Südtirol nelle competizioni ufficiali della stagione 2013-2014.

## Stagione
Il Südtirol disputa il quarto campionato consecutivo in Lega Pro Prima Divisione, il quattordicesimo disputato dal club nel calcio professionistico italiano. La squadra inizia la stagione con l'allenatore Lorenzo D'Anna e viene eliminata al secondo turno della Coppa Italia dall'Empoli per 5-1, e al primo turno della Coppa Italia Lega Pro dal Renate ai tempi supplementari. Ad ottobre subentra nel ruolo di allenatore Claudio Rastelli, con il quale il Südtirol conclude il campionato al terzo posto del girone A, ottenendo la qualificazione ai play-off promozione. Nei primi due turni, gli altoatesini eliminano il Como in una gara secca giocata in casa (0-0 nei tempi regolamentari, 4-3 ai calci di rigore), e la Cremonese (pareggio 1-1 a Cremona e vittoria 2-1 in casa). In finale, il FCS trova la Pro Vercelli, che nella gara di andata si impone al Druso per 0-1. Il ritorno, giocato al Silvio Piola di Vercelli, termina 1-1, sancendo la promozione in serie B delle Bianche Casacche vercellesi.

## Divise e sponsor
Lo sponsor tecnico per la stagione 2013-2014 è Garman, mentre gli sponsor ufficiali sono Duka e Südtirol.
Le maglie da gioco presentano un design innovativo e peculiare: la divisa di casa è in gran parte bianca, con un motivo a scacchi bianco-rossi (mutuato dallo stemma sociale) che si allunga in diagonale verso la spalla destra e copre tutto il relativo lato della divisa. I pantaloncini sono bianchi con inserti simmetrici rossi, così come i calzettoni. Numeri e scritte sono in rosso.
La divisa da trasferta è perlopiù rossa, decorata da motivi spiroidali bianchi; i pantaloncini sono rossi con inserti bianchi, così come i calzettoni. Numeri e scritte sono in bianco.
La terza divisa è integralmente nera, con numeri e scritte in bianco.
Le divise dei portieri sono in tinta unita verde, blu o gialla, con pantaloncini di colore variabile e calzettoni in tinta.
Il motivo delle divise è stato progettato dal designer Antonino Benincasa, già autore del logo dei XX Giochi Olimpici Invernali, e successivamente votato dai tifosi mediante un sondaggio online.
| Casa | Trasferta | Terza divisa |

## Organigramma societario
Area direttiva
- Presidente: Walter Baumgartner
- Vice presidente: Johann Krapf
- Amministratore delegato: Dietmar Pfeifer
- Amministratore: Gianluca Leonardi

Area organizzativa
- Segretario generale: Michael Peterlini
- Team manager: Emiliano Bertoluzza

Area comunicazione
- Responsabile: Andrea Anselmi

Area marketing
- Ufficio marketing: Hannes Fischnaller

Area tecnica
- Direttore sportivo: Luca Piazzi
- Allenatore: Lorenzo D'Anna, da ottobre Claudio Rastelli
- Allenatore in seconda: Stefano Manfioletti
- Preparatore atletico: Fabio Trentin
- Preparatore dei portieri: Reinhold Harrasser

Area sanitaria
- Medico sociale: Pierpaolo Bertoli

## Rosa
| N. |                   | Ruolo | Calciatore             |
| -- | ----------------- | ----- | ---------------------- |
|    | Italia (bandiera) | P     | Alessandro Micai       |
|    | Italia (bandiera) | P     | Enrico Tonozzi         |
|    | Italia (bandiera) | D     | Alessandro Bassoli     |
|    | Italia (bandiera) | D     | Daniel Cappelletti     |
|    | Italia (bandiera) | D     | Simone Iacoponi        |
|    | Italia (bandiera) | D     | Hannes Kiem (capitano) |
|    | Italia (bandiera) | D     | Marco Martin           |
|    | Italia (bandiera) | D     | Gianluca Rubin         |
|    | Italia (bandiera) | D     | Massimiliano Tagliani  |
|    | Guinea (bandiera) | D     | Mohamed Traoré         |
|    | Italia (bandiera) | C     | Pierluigi Bastone      |
|    | Italia (bandiera) | C     | Simone Branca          |
|    | Italia (bandiera) | C     | Alessandro Campo       |

| N. |                               | Ruolo | Calciatore          |
| -- | ----------------------------- | ----- | ------------------- |
|    | Italia (bandiera)             | C     | Hannes Fink         |
|    | Italia (bandiera)             | C     | Alessandro Furlan   |
|    | Argentina (bandiera)          | C     | Alessio Innocenti   |
|    | Italia (bandiera)             | C     | Andrea Molinelli    |
|    | Italia (bandiera)             | C     | Gianluca Turchetta  |
|    | Italia (bandiera)             | C     | Francesco Vassallo  |
|    | Italia (bandiera)             | C     | Mattia Minesso      |
|    | Italia (bandiera)             | C     | Alex Pederzoli      |
|    | Italia (bandiera)             | C     | Andrea Peverelli    |
|    | Macedonia del Nord (bandiera) | A     | Valon Ahmedi        |
|    | Italia (bandiera)             | A     | Simone Corazza      |
|    | Italia (bandiera)             | A     | Simone Dell'Agnello |
|    | Ghana (bandiera)              | A     | Caleb Ekuban        |

## Risultati

### Campionato

#### Girone di andata
| Arbitro: | Mangialardi (Pistoia) |

|                    |           |              |
| Bassoli 84’ (rig.) | Marcatori | 44’ Anastasi |

| Arbitro: | Abisso (Palermo) |

|                                     |           |             |
| Corradi 6’ Girasole 12’ Pesenti 88’ | Marcatori | 51’ Bassoli |

| Arbitro: | Casalucci (Lecce) |

|                                                    |           |  |
| Campo 30’ (rig.) Iacoponi 45’ Kiem 51’ Corazza 69’ | Marcatori |  |

| Arbitro: | Pierro (Nola) |

|                                    |           |                |
| Cristiani 9’ Le Noci 55’ Giosa 75’ | Marcatori | 61’, 83’ Campo |

| Arbitro: | Giovani (Grosseto) |

|               |           |                 |
| Galuppini 70’ | Marcatori | 79’ Cappelletti |

| Venezia 13 ottobre 2013 6ª giornata | Venezia | 1 – 1 | Südtirol | Stadio Pierluigi Penzo |

| Arbitro: | Pezzuto (Lecce) |

|          |           |                      |
| Campo 9’ | Marcatori | 83’ Marchi 89’ Sarno |

| Bolzano 27 ottobre 2013 8ª giornata | Südtirol | 3 – 1 | Cremonese | Stadio Druso |

| Arbitro: | Caso (Verona) |

|                                             |           |             |
| Mustacchio 45+1’ Camisa 68’ Castiglia 90+2’ | Marcatori | 29’ Corazza |

| Bolzano 16 novembre 2013 10ª giornata | Südtirol | 3 – 2 | Feralpisalò | Stadio Druso |

| Carrara 24 novembre 2013 11ª giornata | Carrarese | 2 – 1 | Südtirol | Stadio dei Marmi |

| Arbitro: | Pagliardini (Arezzo) |

|                              |           |                  |
| Cesarini 23’ Virdis 26’, 52’ | Marcatori | 67’ Dell'Agnello |

| Bolzano 8 dicembre 2013 13ª giornata | Südtirol          | 0 – 0 referto | Pro Vercelli | Stadio Druso\| Arbitro: \| Piccinini (Forlì) \| |
| Arbitro:                             | Piccinini (Forlì) |               |              |                                                 |

| Arbitro: | Balice (Termoli) |

|  |           |                                         |
|  | Marcatori | 30’ Dell'Agnello 48’ Furlan 75’ Corazza |

| Bolzano 22 dicembre 2013, ore 14:30 CET 15ª giornata | Südtirol | 2 – 0 | Pro Patria | Stadio Druso |

#### Girone di ritorno
| Arbitro: | Sacchi (Macerata) |

|              |           |                        |
| Anastasi 65’ | Marcatori | 60’ Branca 62’ Corazza |

| Arbitro: | Guccini (Albano Laziale) |

|                          |           |  |
| Vassallo 52’ Corazza 66’ | Marcatori |  |

| Pavia 19 gennaio 2014 18ª giornata | Pavia | 0 – 0 | Südtirol | Stadio Pietro Fortunati |

| Arbitro: | Martinelli (Roma) |

|                                            |           |                                             |
| Corazza 63’, 85’ Pederzoli 67’ Minesso 82’ | Marcatori | 22’ Gallegos 74’ Defendi 87’ (rig.) Le Noci |

| Lumezzane 2 febbraio 2014 20ª giornata | Lumezzane | 0 – 0 | Südtirol | Nuovo Stadio Comunale |

| Bolzano 9 febbraio 2014 21ª giornata | Südtirol | 1 – 4 | Venezia | Stadio Druso |

| Arbitro: | Mangialardi (Pistoia) |

|                      |           |  |
| Russo 34’ Guazzo 77’ | Marcatori |  |

| Cremona 2 marzo 2014 23ª giornata | Cremonese | 1 – 1 | Südtirol | Stadio Giovanni Zini |

| Arbitro: | Rapuano (Rimini) |

|                      |           |  |
| Pederzoli 70’ (rig.) | Marcatori |  |

| Salò 16 marzo 2014 25ª giornata | Feralpisalò | 1 – 3 | Südtirol | Stadio Lino Turina |

| Bolzano 23 marzo 2014 26ª giornata | Südtirol | 1 – 0 | Carrarese | Stadio Druso |

| Arbitro: | Abisso (Palermo) |

|               |           |  |
| Turchetta 89’ | Marcatori |  |

| Arbitro: | Giovani (Grosseto) |

|                          |           |  |
| Scavone 5’ Ardizzone 81’ | Marcatori |  |

| Arbitro: | Proietti (Terni) |

|               |           |  |
| 56’ Cicarevic | Marcatori |  |

| Busto Arsizio 4 maggio 2014, ore 15:00 CEST 30ª giornata | Pro Patria | 1 – 2 | Südtirol | Stadio Carlo Speroni |

#### Play off
| Arbitro: | Ros (Pordenone) |

|              |           |             |
| Visconti 46’ | Marcatori | 29’ Corazza |

| Arbitro: | Ripa (Nocera Inferiore) |

|                                 |           |                 |
| Minesso 9’ Pederzoli 16’ (rig.) | Marcatori | 40’ Della Rocca |

| Arbitro: | Abisso (Palermo) |

|  |           |             |
|  | Marcatori | 51’ Cosenza |

| Arbitro: | Pezzuto (Lecce) |

|             |           |             |
| Fabiano 66’ | Marcatori | 16’ Corazza |